# 平野英治
平野 英治（ひらの えいじ、1950年（昭和25年）9月15日 - ）は、日本の実業家、中央銀行家。日本銀行理事、メットライフ生命保険代表執行役副会長等を経て、年金積立金管理運用独立行政法人経営委員長。修士（ハーバード大学、1978年）。

## 人物
- 2012年3月のブルームバーグのインタビューには、「日本の政策立案能力が落ちており、外部環境も悪い。そうした中で中央銀行に負担がかかっており、日銀は結果として大盤振る舞いを続けざるを得ない」との見解を示し[1]、日本銀行が物価上昇1％を目指すと表明して長期国債10兆円の追加購入を決めたことについては「非常にデスパレート（絶望的）な行為だと思う」「あえて日銀がある種のルビコン川を渡ってしまったのではないか、というふうに設問すると、私には渡ったようにみえる」との見解を示した[1]。

## 略歴

### 学歴
- 1969年3月 栄光学園高等学校卒業
- 1973年3月 一橋大学経済学部卒業
- 1978年6月 ハーバード大学大学院博士課程、修士

### 職歴
- 1973年4月 日本銀行入行
- 1991年5月 日本銀行信用機構局決済システム課長
- 1992年2月 日本銀行調査統計局経済調査課長
- 1993年5月 日本銀行営業局金融課長
- 1995年5月 日本銀行岡山支店長
- 1997年5月 日本銀行考査役
- 1997年11月 日本銀行審議役（国会・政策広報担当）
- 1998年4月 日本銀行調査統計局参事
- 1999年5月 日本銀行国際局長
- 2002年6月 日本銀行理事（国際担当）
- 2006年6月 日本銀行退任
- 2006年6月 - トヨタファイナンシャルサービス株式会社取締役副社長（非常勤）
- 2011年7月 - 三井不動産株式会社アドバイザリー・コミッティ委員[2]
- 2012年7月 - 株式会社NTTデータアドバイザリーボードメンバー[3]
- 2014年6月 - 公益財団法人日本国際交流センター理事[4]、トヨタファイナンシャルサービス株式会社特別顧問
- 2014年9月 - メットライフ生命保険株式会社取締役副会長（非常勤）[5]
- 2015年2月 - メットライフ生命保険株式会社取締役副会長・監査委員
- 2015年5月 - メットライフ生命保険株式会社取締役代表執行役副会長
- 2015年6月 - 株式会社リケン取締役
- 2015年12月 - 文部科学省日本ユネスコ国内委員会委員
- 2016年6月 - 株式会社NTTデータ取締役
- 2017年9月 - メットライフ生命保険株式会社取締役副会長
- 2017年10月 - 年金積立金管理運用独立行政法人経営委員長[6]
- 2021年7月 - 公益社団法人会社役員育成機構理事[7]
- 2022年6月 - いちよし証券取締役[8]
  - 公益社団法人経済同友会幹事
  - 筑波大学客員教授